# Gąska krowia

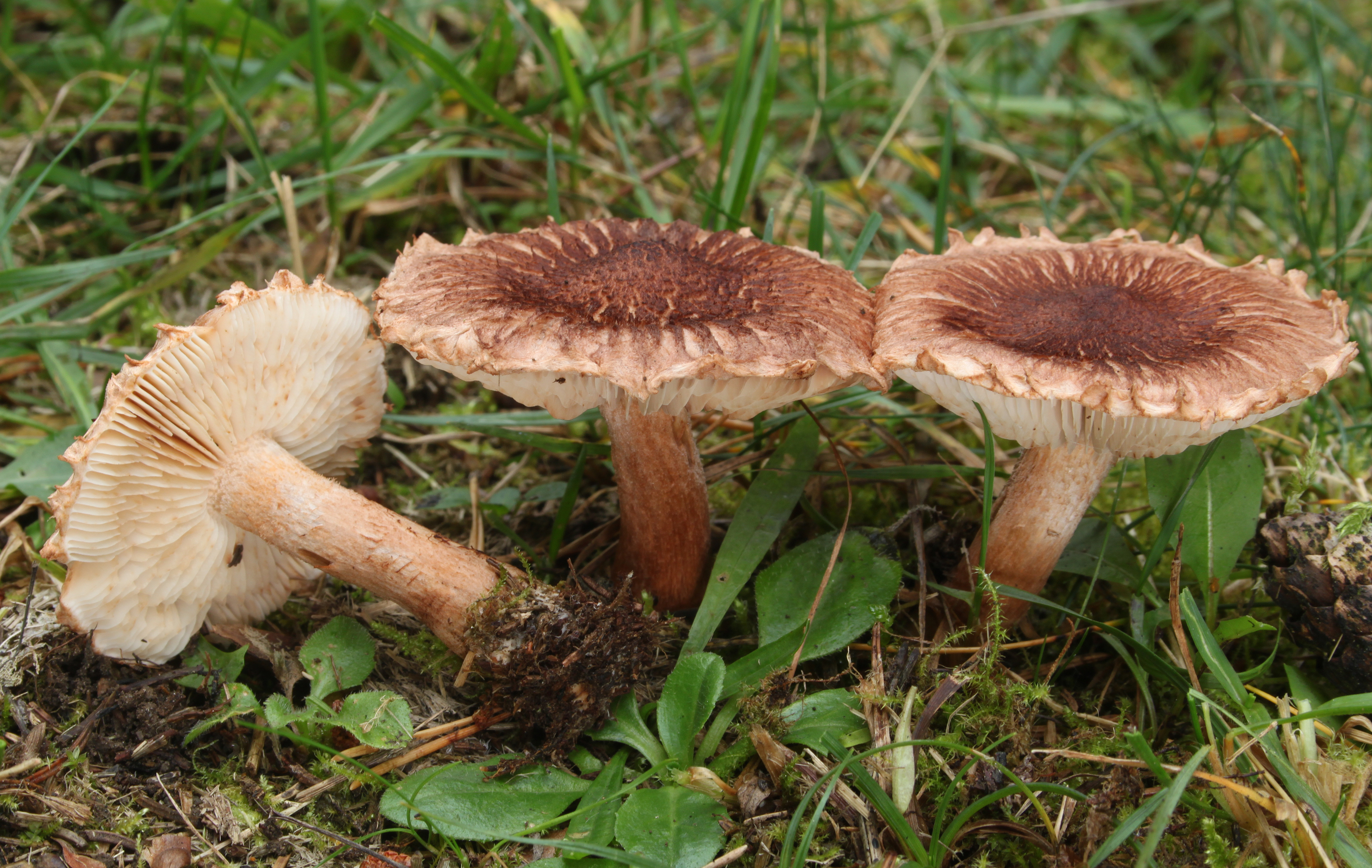

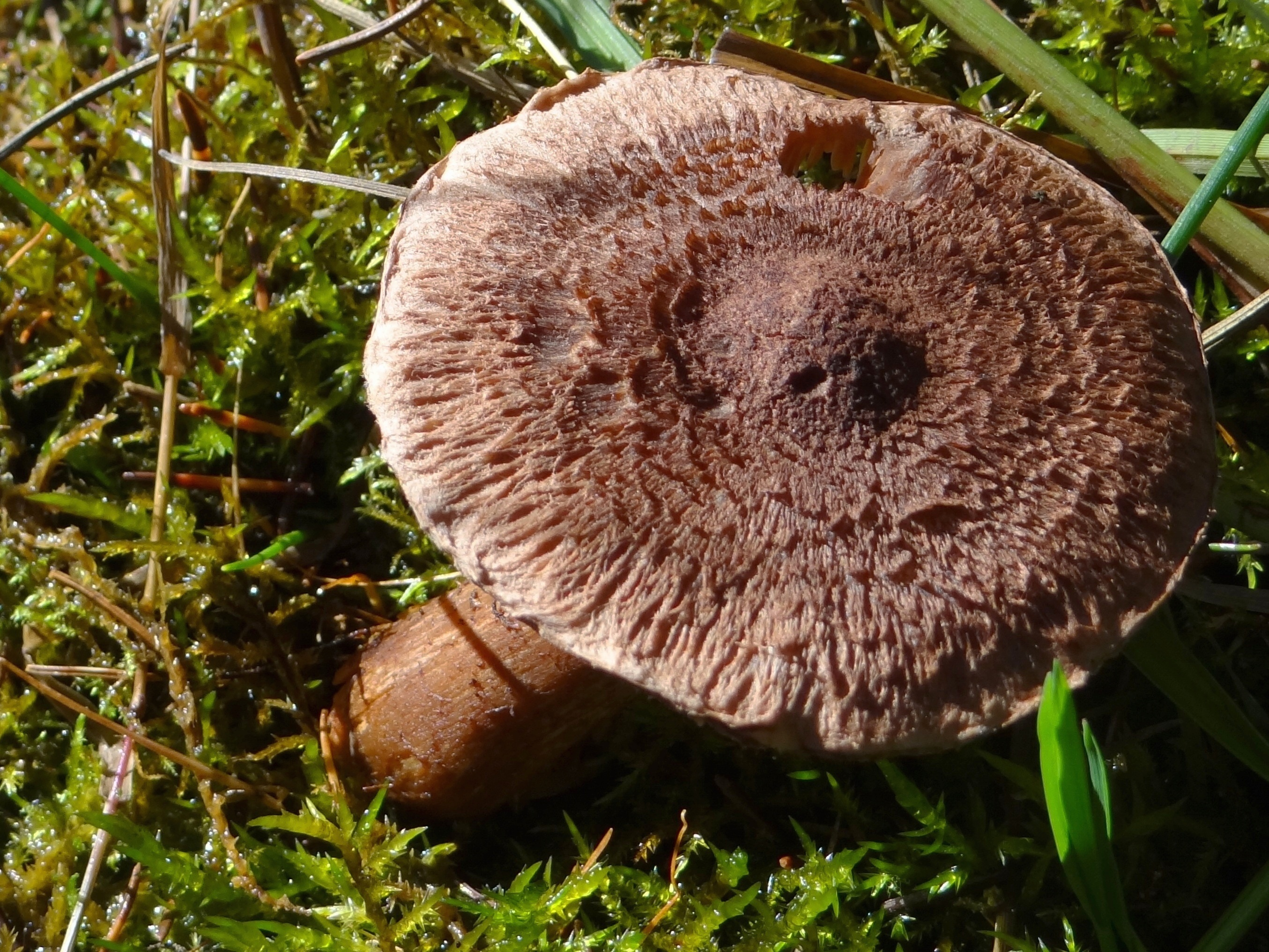
Pokryty łuskami kapelusz gąski krowiej

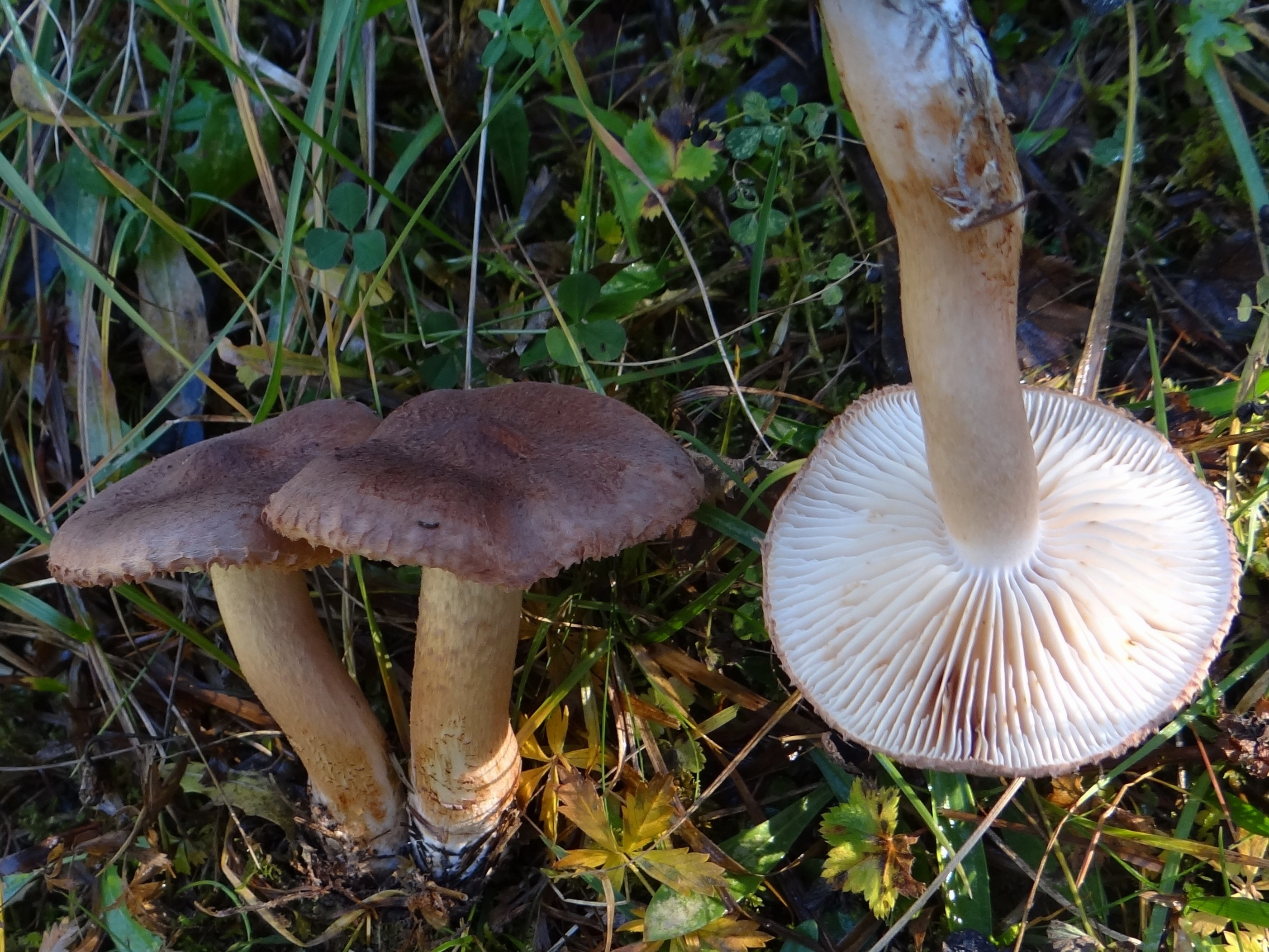

Gąska krowia (Tricholoma vaccinum (Schaeff.) P. Kumm) – gatunek grzybów należący do rodziny gąskowatych (Tricholomataceae).

## Systematyka i nazewnictwo
Pozycja w klasyfikacji według Index Fungorum: Tricholoma, Tricholomataceae, Agaricales, Agaricomycetidae, Agaricomycetes, Agaricomycotina, Basidiomycota, Fungi.
Po raz pierwszy takson ten zdiagnozował w 1774 r. Jacob Christian Schäffer nadając mu nazwę Agaricus vaccinus. Obecną, uznaną przez Index Fungorum nazwę nadał mu w 1871 r. Paul Kummer, przenosząc go do rodzaju Tricholoma. Niektóre synonimy naukowe:

- Agaricus rufolivescens Batsch 1783
- Agaricus vaccinus Schaeff. 1774
- Agaricus vaccinus Schaeff. 1774 subsp. vaccinus
- Gyrophila vaccina (Schaeff.) Quél. 1886

Nazwę polską podał Stanisław Chełchowski w 1898 r.

## Morfologia
Kapelusz
Średnicy 3–8 cm. Początkowo dzwonkowaty, lub kuliście wypukły, później rozpostarty i – przynajmniej u młodych grzybów – wyraźnie garbaty, zabarwienie jaśniej lub ciemniej czerwonobrązowe. Skórka sucha, pokryta dużymi, włóknistymi łuskami; brzeg podwinięty, kosmato obwieszony wystającą skórką.
Blaszki
Rzadko rozmieszczone, zatokowo wycięte, różnej długości. U młodych owocników białawe lub kremowe, później różowoczerwone lub w rdzawe plamki.
Trzon
Cylindryczny, 4 do 10 cm długości i od 1 do 2 cm grubości. W dolnej części czerwonobrązowy, w okolicy kapelusza, lub u starszych grzybów białawy; początkowo mięsisty, wkrótce pusty i dlatego stosunkowo łamliwy, jego powierzchnia wygląda jakby była pokryta drobnymi, podłużnymi włókienkami i łuseczkami.
Miąższ
Białawy, w okolicach kapelusza, lub u starszych grzybów miejscami czerwonawy. Ma gorzki smak i zapach ziemi.
Cechy mikroskopowe
Wysyp zarodników biały, nieamyloidalny. Zarodniki eliptyczne, gładkie, o średnicy 6–7,5 × 4–5 µm. Brak pleurocystyd i cheilocystyd. Strzępki skórki cylindryczne, o szerokości 3–14 µm i barwie od brązowej do czerwono-brązowej. Brak na nich sprzążek.
Gatunki podobne
Główną cechą odróżniającą ten gatunek od innych gąsek jest charakterystyczny, brodaty brzeg kapelusza. Ta swoistość zanika czasami u bardzo starych owocników i rozpoznanie grzyba staje się trudniejsze. Podobna jest m.in. jadalna gąska dachówkowata (Tricholoma imbricatum), ale jest większa, ma kapelusz o prążkowanym brzegu i powierzchni filcowatej, dopiero u starszych okazów staje się łuskowaty. Gąska modrzewiowa (Tricholoma psammopus) ma kapelusz nieco ziarnisty, ale bez odstających łusek. Gąska krowia bywa czasami mylona z opieńką ciemną (Armillaria ostoyae), ta jednak ma wyraźny pierścień i nie jest gorzka.

## Występowanie i siedlisko
Występowanie gąski krowiej opisano w Ameryce Północnej, Europie i w Japonii. Na terenie Polski w piśmiennictwie naukowym opisano wiele stanowisk. Lokalnie jest częsta i występuje w większych grupach, na niektórych terenach jednak jest rzadkością lub nie występuje wcale.
Rośnie na ziemi w lasach iglastych, głównie w górach i na terenach podgórskich. Szczególnie często rośnie pod świerkami na glebach wapiennych. Preferuje miejsca jaśniejsze, np. na obrzeżach dróg leśnych. Owocniki pojawiają się od późnego lata do jesieni (sierpień – listopad).

## Znaczenie
Naziemny grzyb mykoryzowy żyjący w symbiozie z niektórymi gatunkami drzew. Grzyb niejadalny z powodu bardzo gorzkiego smaku.